# Plouëc-du-Trieux
Plouëc-du-Trieux é uma comuna francesa na região administrativa da Bretanha, no departamento Côtes-d'Armor. Estende-se por uma área de 18,42 km². Em 2010 a comuna tinha 1 169 habitantes (densidade: 63,5 hab./km²).